# 疑存島

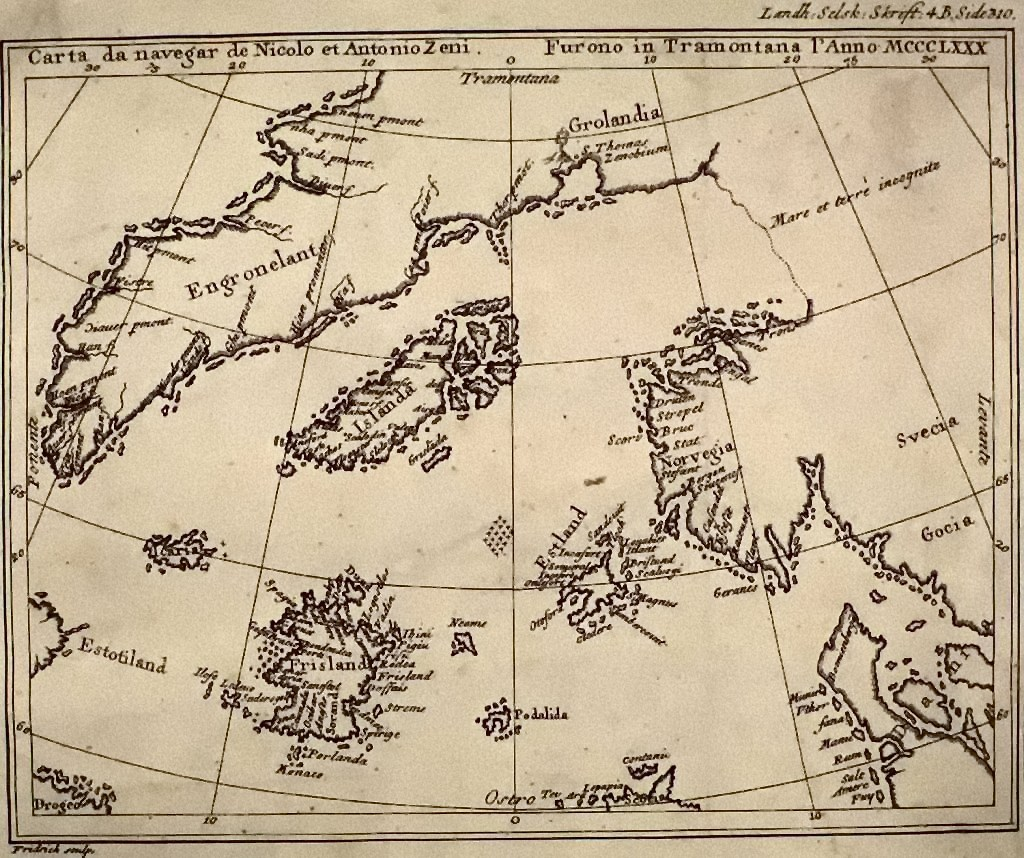
1558年のZeno mapにはFrislandという北大西洋の疑存島が描かれている

疑存島（ぎそんとう、英: Phantom islands）は、一度はその存在が信じられ、有史以来のある期間（数世紀にわたる場合もある）にわたって地図（海図）上にも記載されたが、後代の調査でその存在が否定され、地図上から削除された島（島嶼）である。
日本語の文献に現れた名称としては、他に「疑島」「幻島」「幻の島」「幽霊島」などがある。

## 疑存島と「伝説上の島」との違い
有史以前に存在していたと一部の人々に信じられた点では、伝説上の島や大陸とよく似ているが、「伝説上の島や大陸」には多くの場合神話や伝説が伴う。一方で疑存島は、近代に入って「科学的に」報告され、その時点での存在が信じられていた。この点で、疑存島と伝説上の大陸とでは、その性質が異なる。
極北の島トゥーレは、実際にはおそらく紀元前4世紀に発見されたとみられるが後に見失われて伝説化した。近代になって、古代の探検者がシェトランド諸島、アイスランド、スカンディナヴィアへと到達したものと再同定されるか、あるいは最初から実在しない伝説だったとも見なされることになった。

## 疑存島が生まれる原因とその実例
疑存島は、通常は未知の海域を探検した航海者の報告に端を発する。そのうちのいくつかは実在の島々の位置の計測を誤った場合、あるいは地理学上の錯誤が原因である。例えばピープス島は実際にはフォークランド諸島を見誤ったものであった。また、バハ・カリフォルニア半島は初期のいくつかの地図では島（カリフォルニア島）として描かれているが、後代に北アメリカ大陸と陸続きであることが発見されている。
他の疑存島は航海術上の錯誤か、氷山を見誤ったか、厚い層を成す霧か、光学的な錯覚に起因するものであると推測できる。ニューサウスグリーンランドは、1823年にウェッデル海で観測されたが、その後二度と観測されることはなく、上位蜃気楼によるものとも考えられるが、氷山の誤認、ナビゲーションミスによる位置誤認、さらにはでっち上げ説といった異説も示唆されている。
いくつかの「エラー」は、後代では意図的なものと考えられている。探検者の地図上に長年の間載っていたスペリオル湖の Isle Phelipeaux、Isle Pontchartrain 両島 (Isles Phelipeaux and Pontchartrain) は、Louis Phélypeaux, marquis de La Vrilliere, comte de Pontchartrain に由来する名前である。Phélypeaux はフランス政府の大臣職にあった人物であり、探検航海のための追加資金の割り当てにおいて大きな影響力を持っていた。
日本に関連するものとしては、1907年に発見と探検・測量が報告され、1908年に閣議決定を経て正式に日本領への編入手続きが行われた中ノ鳥島が挙げられる。中ノ鳥島はその後実在が確認できず、1943年に日本の海図からは削除されたが、第二次世界大戦後も連合国軍最高司令官総司令部 (GHQ) からの公文書に記載されたり、一般向けの地図に掲載されたりした。
多くの「疑存島」は、その後の探索によって不存在が確認され、地図上から消えて行った。20世紀半ば以降、飛行機や人工衛星による地理的な観測が進み、実在性の曖昧な「疑存島」の存在する余地は少なくなった。
2012年11月にオーストラリア北東方の珊瑚海にあるとされ、いくつかの地図にも記載されていたサンディ島が実在しないことが判明したとの報道があった（ただし、この島は公式の海図には記載されていなかった模様である）。シドニー大学の研究チームによると海上に浮いていた軽石が集まってできた軽石ラフトだった可能性が指摘されている。
多数の「疑存島」はそもそも存在しなかったと見なされているが、少数の島については、かつては実在したであろうと考えられているものも存在する。

## 疑存島の一覧
- カリフォルニア島
- オーロラ諸島
- クロッカー島
- ブラッドリー島
- サンニコフ島
- 中ノ鳥島
- サンディ島 (幻島)
- ロス・ジャルディン諸島
- トンプソン島
- ファタ・モルガーナ・ラネズ
- ベルメハ島
- フリスランド（英語版）[14]